# جون ر. ميرفي
جون ر. ميرفي (بالإنجليزية: John R. Murphy)‏ هو محامي وسياسي أمريكي، ولد في 25 أغسطس 1856 في الولايات المتحدة، وتوفي في 28 ديسمبر 1932 في بوسطن في الولايات المتحدة. حزبياً، نشط في الحزب الديمقراطي. وقد انتخب عضو مجلس نواب ماساتشوستس.